# 9-es terv a világűrből
A 9-es terv a világűrből (eredeti cím: Plan 9 from Outer Space) egy 1959-es amerikai horrorfilm, amit Ed Wood rendezett. A kritikusok a világ (egyik) legrosszabb filmjének kiáltották ki a filmet, Ed Woodot pedig a legrosszabb filmrendezőnek. Paradox módon a szélsőségesen silány volta ellenére lett később kultuszfilm, a nem várt siker hatására később még videójáték is készült belőle.
A film 60 000 dollárból készült, amit a baptista egyház biztosított Woodnak. A bevételi adatok ismeretlenek, de annyi biztos, hogy a befolyó (vajmi kevés) pénzt a baptisták kapták. 1959. július 22-én mutatták be az Amerikai Egyesült Államokban; a magyarországi bemutatója ismeretlen. A felhasznált trükkök és kellékek annyira silányak voltak, hogy sok néző pusztán azért ült be a moziba a filmre, hogy a hitelesnek szánt, de csapnivaló kivitelezésen nevessen. Emellett a cselekmény és a párbeszédek is teljesen értelmetlenek, így ezért váltak közröhej tárgyává.

## Története
A film több zsánert is egyesít magában: vámpír- és zombihorror, dráma, sci-fi (földönkívüli „inváziós film”), krimi és áldokumentumfilm. Űrlények szállják meg a Földet, akik egy olyan fegyvert készítenek, amivel ki tudják irtani az egész emberiséget. A „9-es terv” az idegenek tervére utal: életre kelteni a holtakat, hogy azok segítsék az ufókat a pusztításban. Jeff Trent repülőgép-pilótának és másodpilóta társának, Dannynek kell legyőznie a földönkívüli fenyegetést és a zombikat is.
Ez volt Lugosi Béla utolsó filmszerepe: néhány, a film cselekményéhez lazán kapcsolódó jelenetben szerepel (vérszopó a temetőben). A filmben maga Ed Wood is felbukkan néhány másodpercre egy újságot tartó férfi szerepében.

## Szereplők
- Edwards ezredes – Tom Keene (Stern Gábor)
- John Harper hadnagy – Duke Moore (Haagen Péter)
- Jeff Trent – Gregory Walcott (Koloszár Péter)
- Paula Trent – Mona McKinnon (Grósz Enikő, Molnár Ágnes, Sőtér Diána)
- Öregember (később vérszopó) – Lugosi Béla (néma szerep)
- Kelton – Paul Marco (Visy Gergely)
- Dan Clay – Tor Johnson (Herczeg Balázs)
- Eros – Dudley Manlove (Rajki Péter)
- Tanna – Joanna Lee (Balogh Noémi, Stirker Éva)

(Források: IMDb, ISzDb)